# Pterocactus reticulatus
Pterocactus reticulatus är en kaktusväxtart som beskrevs av R. Kiesling. Pterocactus reticulatus ingår i släktet Pterocactus och familjen kaktusväxter. Inga underarter finns listade i Catalogue of Life.

## Bildgalleri

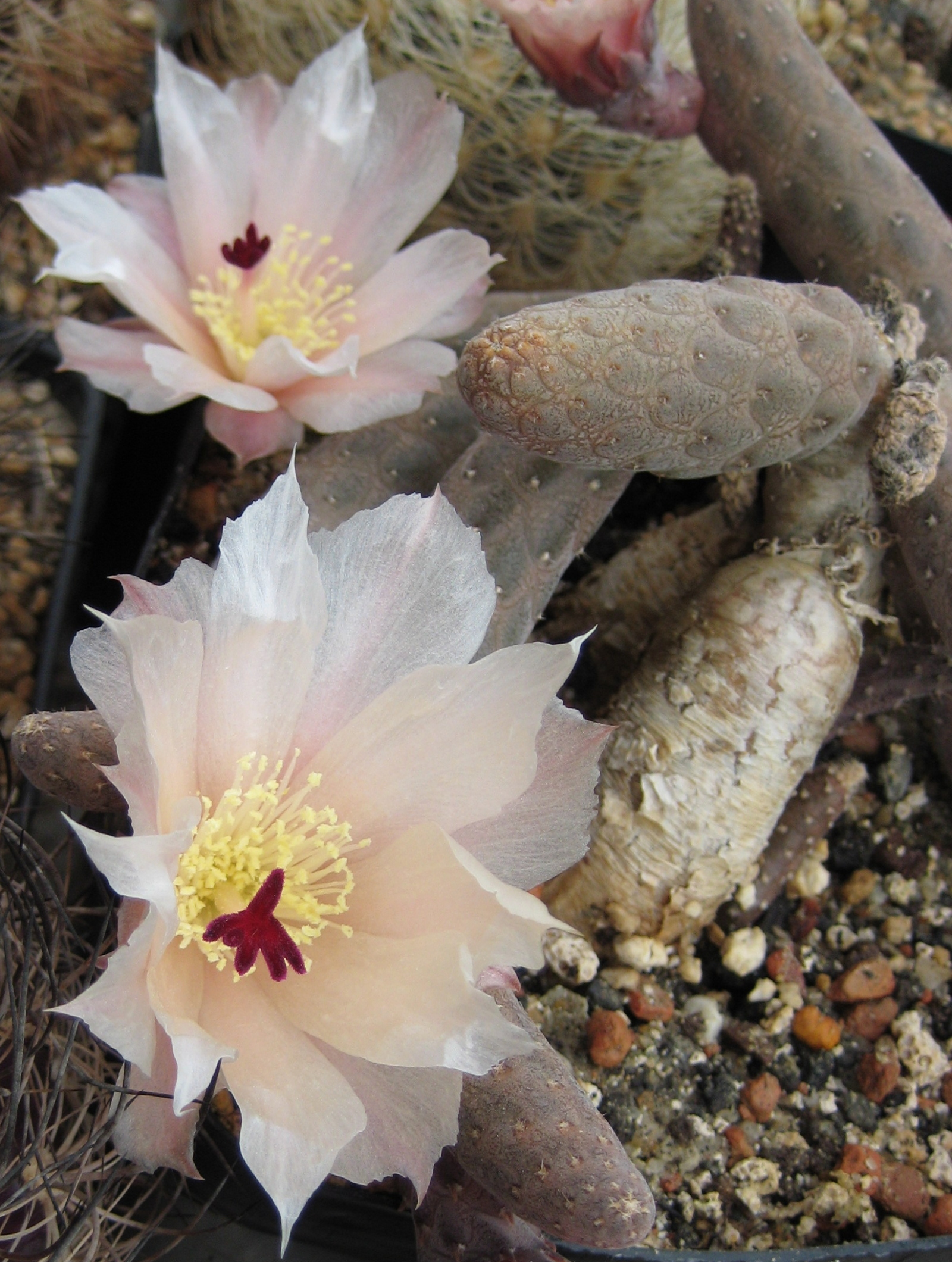
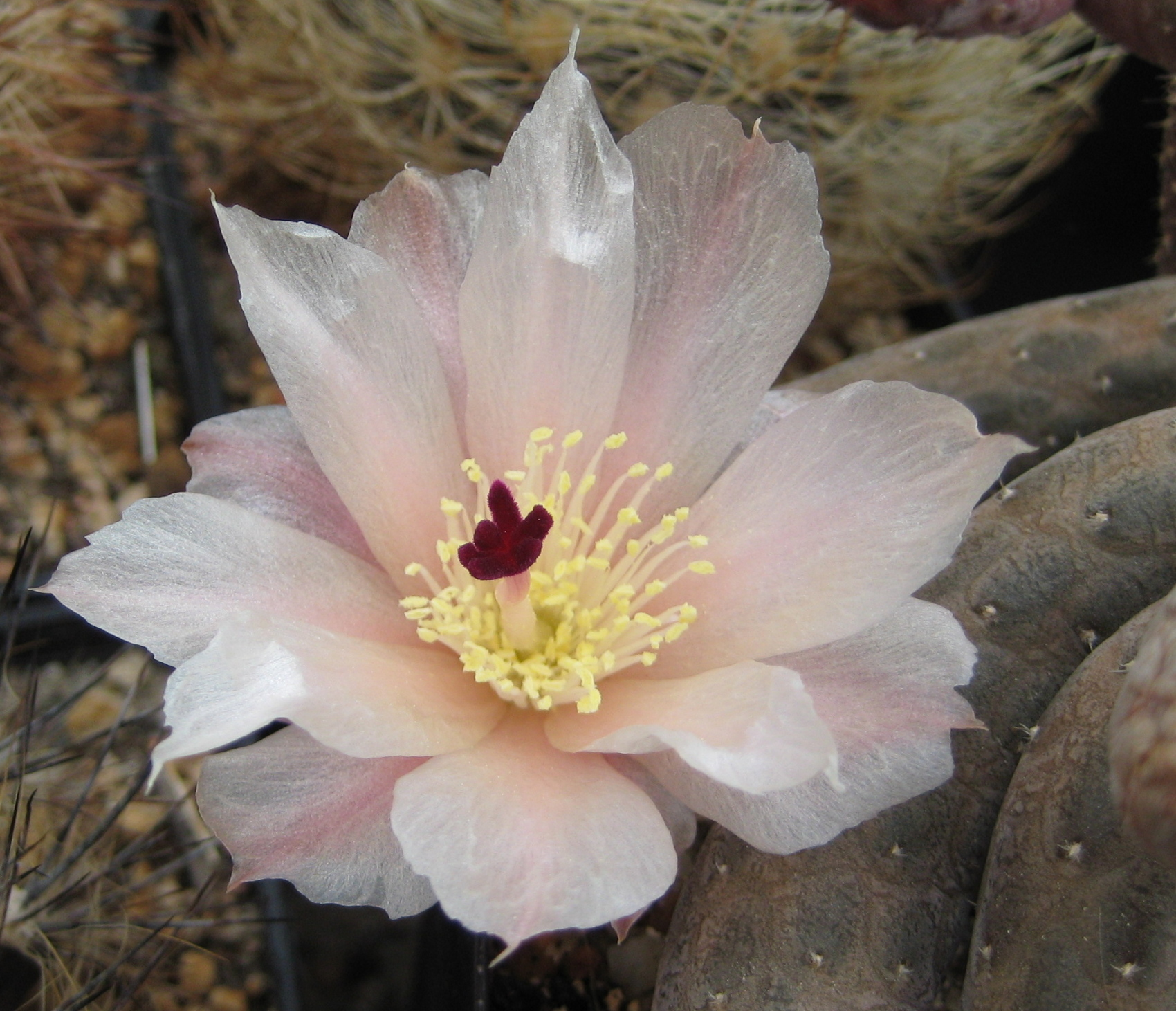
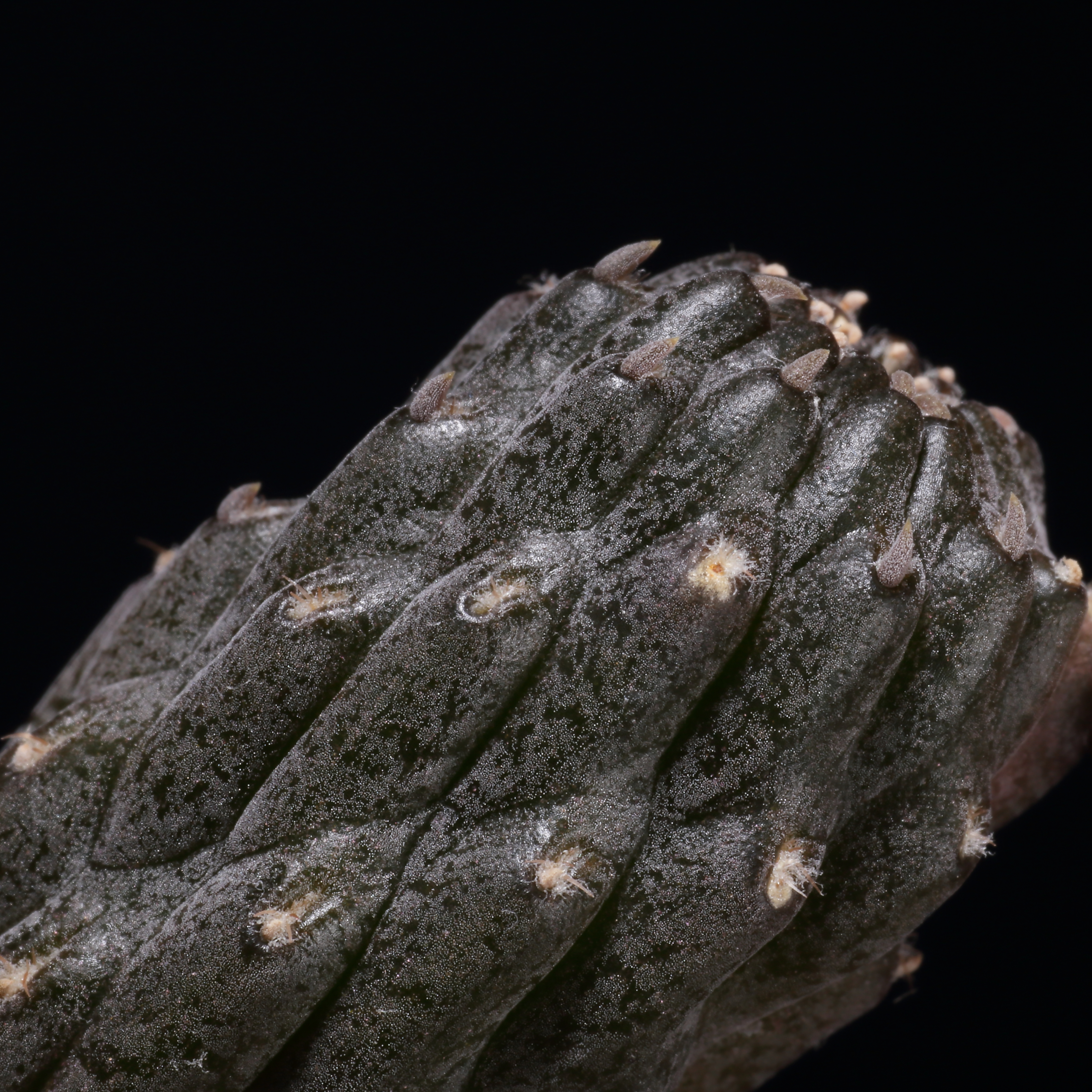